# 사와이즈미 치유
사와이즈미 치유(일본어: 沢泉ちゆ)는 도에이 애니메이션에서 제작한 애니메이션 힐링굿♡프리큐어에 등장하는 인물이다. 애니메이션 성우는 요리타 나츠이다.

## 프로필
| 이름                 | 사와이즈미 치유          |
| 성별                 | 여자                     |
| 생일                 | 8월 21일                 |
| 나이                 | 14세                     |
| 신분                 | 학생                     |
| 포지션               | 주연                     |
| 변신체               | 큐어 퐁텐(Cure Fontaine) |
| 상징색               | 물색                     |
| 속성                 | 물                       |
| 등장 프리큐어 시리즈 | 힐링굿♡ 프리큐어         |

## 개요
힐링굿♡ 프리큐어의 등장인물. 파트너는 페기땅.
물의 프리큐어 큐어 퐁텐(キュアフォンテーヌ / Cure Fontaine)으로 변신한다.

## 상세
똑부러지고 시원시원한(テキパキサバサバ) 쾌활하고 성실한 중학교 2학년 학생. 신경 쓰이는 일은 내버려두지 못하고, 모두를 이끌고 지탱해주는 언니 타입. 성실하고 책임감이 강해서, 어떤 일을 자신이 혼자서 끌어안으려는 면도 있다.
미인이면서 스포츠를 잘하는 높이 뛰기 선수이며, 육상부의 에이스이다. 또한 머리가 좋으며 특히 이과 계열의 천재이다. 하지만 거짓말은 서투른 편이다.
아재개그를 좋아하며 특히 다자레를 들으면 정신을 못 차리고 웃어댄다. 또한 묘사에 따르면 사진 찍은 경험이 적은 것 같다.
집은 온천 숙박업을 하고 있으며 자신의 집을 몹시 자랑스러워하고 있다. 방은 다다미 방에 목재 가구가 있는 고풍스러운 방이다.
뒤로 묶은 검은색 머리를 본인 기준 왼쪽 어깨 앞으로 늘어뜨린 헤어스타일이다. 노도카나 히나타보다 눈매가 가느다라고 키가 큰 것이 특징이다.
머리가 좋고 눈치가 빨라서 노도카가 변신하는 모습을 본 것만으로 힐링 애니멀의 도움으로 프리큐어로 변신할 수 있다는 것을 눈치채고 스스로 페기땅에게 파트너가 될 것을 자청했다.

## 작중 행적
1화에서 조깅하던 중 자신의 머리끈을 하나데라 노도카가 주워줘서 만난다. 그런데 노도카가 몇 초 뛴 것만으로 숨이 거칠어져서 걱정하며 물을 나눠준다. 그리고 노도카의 부탁으로 공원의 위치를 알려준다.
2화에서는 전학을 온 노도카와 같은 반 친구가 되었고 노도카를 운동부로 데려가서 체험을 유도하였는데 노도카가 체육에 약해보인다는 것을 알게되면서 기초 체력부터 기르자고 조언한다. 도중에 메가뵤겐이 나타났을 때는 건물에 숨었다가 마지막에 노도카가 힐링 애니멀들과 같이가는 모습을 보다가 힐링 애니멀들이 말도 하고 하늘을 날으는 모습을 보고 당혹감을 가진다.
3화에서는 노도카가 힐링 애니멀들과 함께 다니는 모습을 보면서 노도카에게 따지지만 노도카가 이를 부인하며 얼버부리는 것을 보고 뭔가 있다는 것을 눈치챈다. 그러다가 학교 앞에 온 라떼를 만나게 되고 노도카 앞으로 라떼를 데려오면서 자신도 힐링 애니멀을 만나고 싶다고 밝힌다. 그리고 자신의 어머니가 운영하는 온천여관으로 노도카를 데려가고 라비린과 페기땅이 온천욕을 할 때 사복으로 갈아입고 노천욕탕으로 들어오면서 힐링 애니멀들의 존재를 노도카에게 묻는다. 그 때 뵤겐즈의 신도이네가 공격하여 온천물을 오염시키고 노도카가 큐어 그레이스로 변신하는 모습을 보고 큐어 그레이스가 위기에 처한 자신을 구해주면서 마침 페기땅과 접촉하면서 서로 마음을 열고 프리큐어로 각성하여 큐어 퐁텐으로 변신하여 메가뵤겐을 쓰러뜨리고 두번째 프리큐어로 합류한다.
4화에서는 노도카와 친구가 된 후로 처음으로 노도카의 집에 놀러왔으며 라떼가 아파하는 것을 보고 히나타네가 운영한다는 동물병원을 소개해준다. 그리고 히나타가 냐토랑과 같이있는 모습을 보고 노도카와 함께 놀라게 되었으며 히나타가 친구들과 쇼핑몰에 갔을 때 뵤겐즈의 구와이아루가 나타나 난동을 부리게되자 노도카와 함께 프리큐어로 변신하게 되었고 히나타가 냐토랑과 마음이 통하여져서 세번째 프리큐어로 변신하게 되자 셋이 함께 메가뵤겐을 쓰러뜨리고 히나타를 세번째 프리큐어로 맞이한다.
5화에서는 히나타가 프리큐어의 수칙을 자꾸 까먹자 충고를 하며, 본인도 그것 때문에 고민을 한다. 그러다 노도카가 자신과 히나타를 수족관에 초대하자 수족관을 구경하던 중 히나타의 개그에 웃는다. 히나타가 페기땅을 떨어뜨리자 메가뵤겐을 먼저 찾아야 한다고 말하지만, 노도카와 히나타의 말에 페기땅을 먼저 찾기로 하고, 페기땅을 찾은 뒤 힐링 스트림으로 메가뵤겐을 정화한다. 그 뒤 히나타에게 무모한 짓 하지 말라고 혼을 낸다.
6화에서는 노도카의 어머니가 일을 다시 할 수 있게 되자 본인도 기뻐한다. 그러다 메가뵤겐이 나타났을 때 큐어 스캔으로 엘리멘트를 찾아낸 뒤 큐어 그레이스에게 정화시키라고 한다.
7화에서는 마스코 미치오가 아재 개그를 하자 뒤돌아서 몰래 웃는다. 그리고 마스코 미치오를 따돌리기 위해 높이뛰기 신기록을 세워서 그를 따돌리는 것에 성공한다. 메가뵤겐이 나타나자 메가뵤겐과 싸운다.
8화에서는 아침에 일어나서 조깅을 하다 노도카를 만나서 같이 뛴다. 그리고 학교에 가서 다른 학교의 육상부 에이스가 자신의 기록을 넘어섰다는 것을 알고 열심히 하려고 하지만 계속 뛰어넘을 때 실수를 한다. 다음 날 조깅을 하다 노도카와 히나타를 만나는데, 본인은 어릴 때에는 수영을 좋아했으나 어느 날 바다와 하늘의 조화를 보게 되고 하늘을 뛰어넘고 싶다는 생각에 높이뛰기를 하게 되었다고 말한다. 육상대회 날, 뛰어넘으려고 하는 순간 메가뵤겐이 나타나자 힐링 스트림으로 메가뵤겐을 정화시켜서 얼음의 엘리멘트 보틀을 얻는다. 하지만 육상대회는 결국 메가뵤겐 때문에 취소되었지만 치유는 결국 기록을 깨는 데에 성공한다.
9화에서는 히나타와 노도카에 이끌려 쇼핑몰에 간다. 본인은 빠지려고 하지만 히나타의 권유로 사진을 찍으려 하나, 노도카의 몸상태가 안 좋아지자 노도카를 데리고 쇼핑몰에서 나온다. 그 뒤 메가뵤겐이 나타나자 메가뵤겐을 쓰러뜨린다. 메가뵤겐이 정화된 뒤 사진을 찍으나 본인만 표정이 어색하게 나오자 당황해한다.
10화에서는 노도카가 동전을 줍다 자전거에 치일 뻔하자 도와준 뒤 노도카에게 눈 앞의 상황만 보고 행동하지 말라고 조언을 해준다. 미술관에서 메가뵤겐이 나타나고 다른 데에도 메가뵤겐이 나타나자 노란색 꽃밭에 있는 메가뵤겐과 싸우지만, 메가뵤겐이 강해진 것을 느끼고 같이 싸우자고 한다. 그러나 큐어 그레이스가 싫다고 하자 미술관의 메가뵤겐 쪽으로 가서 메가뵤겐을 힐링 스트림으로 정화시킨다.
11화에서는 꽃밭의 메가뵤겐과 싸우다가 변신이 풀리고 날아간다. 노도카가 일어나자 괜찮냐고 물어보며 우리가 과연 메가뵤겐을 이길 수 있을지 걱정한다. 그러나 노도카의 격려로 힘을 얻고 메가뵤겐과 싸우지만 결국 쓰러진다. 하지만 엘리멘트들이 힘을 보태준 덕분에 새로운 필살기 힐링 오아시스를 얻어서 메가뵤겐을 정화시킨다.
12화에서는 특훈을 하다 메가뵤겐이 나타나자 메가뵤겐에 맞서 싸우고 새로운 간부가 나타난 것을 알아차렸음에도 서로를 격려해준다.
13화에서는 정전기가 메가뵤겐 때문에 일어나고 있는 것을 눈치채며 하늘을 날아다니는 메가뵤겐을 얼음을 이용해 멈추는 활약을 한다.
14화에서는 노도카, 히나타와 함께 스코야카 페스티벌에 참가해서 즐거운 시간을 보내다 메가뵤겐이 나타나자 메가뵤겐을 무찌른다.
15화에서는 노도카가 변신에 실패하자 큐어 스파클과 메가뵤겐에 맞서 싸운다.
16화에서는 영원의 아름드리나무가 어디 있는지 노도카에게 알려주지만 나무가 시들어 있는 것을 보고 놀란다. 그리고 노도카, 히나타와 함께 나무 밑에서 우정의 맹세를 한다.
17화에서는 동생과 함께 료칸의 일을 돕는다. 종업원들이 감탄할 정도로 일을 척척 해내지만 오카미인 할머니는 아직 지금부터라고 한다. 그리고 손님방을 준비하는 일을 하면서 단골은 손님의 취향에 맞게 하고 첫 손님에게는 감사의 편지를 쓰는 것을 배운다. 그리고 서양인 소녀 에밀리의 가족을 맞이하여 마을을 안내하는데 왠지 불만스러운 에밀리를 보고 걱정한다. 그러나 노도카가 자신을 바다로 데려가 위로하는 것을 보고, 상대를 생각하는 태도를 배워서 에밀리에게 다시 상담을 한다. 에밀리가 공원에 관심을 가진 것을 단서로 이야기를 끌어내, 에밀리가 일본에 이사오게 되면서 친구가 없어지는 것을 걱정하는 것을 알고는 다음날에 공원에서 같이 놀자고 약속한다. 그런데 신도이네에 의해 공원에 메가뵤겐이 나타나자 에밀리를 위한다는 일념으로 지켜낸다. 다음날 약속대로 에밀리와 놀아주고 동네 아이들이 에밀리와 친구가 되는 것을 지켜본다. 덕분에 에밀리가 떠날 때 감사를 받는다.
18화에서는 비의 엘리멘트 보틀을 이용해 하늘에서 비를 내리게 해 메가뵤겐의 촛농을 굳히는 활약을 한다.
19화에서는 메가뵤겐에 의해 붙잡혀졌는데 이 때 라떼가 메가뵤겐을 향해 달려들다가 바테테모다에게 붙잡혀 위협을 받을 때 테아틴의 기도에 맞춰 등장한 큐어 어스와 처음으로 마주한다. 
20화에서는 라떼를 데려가려는 정령소녀가 하늘을 날 줄 알고 노도카 집 난간에서 뛰어내리다가 추락한 것을 보았는데 그러면서도 라떼를 태연히 안고가는 모습을 보고 놀라게 된다. 그리고 그녀가 큐어 어스로서 바테테모다를 정화시키며 후우린 아스미라는 이름을 얻은 정령소녀와 마주하게 된다.
21화에서는 아스미가 노숙을 하려 하자 굉장히 당황한다.
22화에서는 라떼와의 사이가 서먹해져서 희미해진 모습이 되어 거리를 다니는 아스미를 발견하고 자신의 집으로 데려가서 그녀에게 인간의 감정에 대해서 알려주고 처음으로 학교에 오게 된 아스미가 보는 앞에서 자신이 높이뛰기를 연습하는 모습을 직접 보여준다.
23화에서는 아스미가 귀여움을 이해하지 못하는 것으로 고민하자 귀여움은 사람마다 다 다르다고 알려줬는데 아스미가 자신은 사람이 아니라며 사라지려는 바람에 그건 각자 다르다는 의미라고 황급히 수습한다. 이후 강아지 공원에서도 아스미와 같이 놀며 챙겨준다.
24화에서는 노도카의 제안에 따라 호숫가에 가서 피크닉을 한다.
25화에서는 호러 영화를 보다가 무서워하는 페기땅에게 귀엽다고 했다가, 이 때문에 페기땅이 집을 나가고 행방불명돼서 크게 걱정하며 후회했다. 하루가 지나도록 못 찾아서 학교에서도 집중을 못하다가 다음날 겨우 발견한다. 이후 페기땅을 데려갔던 소녀 리리의 집에 페기땅과 종종 방문하기로 한다.
26화에서는 노도카, 아스미와 함께 버스 정류장에서 히나타를 기다리는 중에 히나타가 뒤에서 숨다가 놀래키자 자신도 놀랄 뻔 했다. 그러나 유일하게 아스미만이 놀라는 것을 느끼지 못해서 일부러 그녀를 피하였는데 사실은 아스미를 놀래켜주기 위해서 서프라이즈 파티를 꾸민 것이었다.
27화의 열기구 대회 편에서는 히나타의 연락을 받고 열기구 대회에 왔다.
28화에서는 큐어 그레이스가 다루이젠의 공격을 받자 다루이젠과 대치하였으며 노도카가 병원에 입원하게 되자 아스미와 라떼를 자신의 집에서 재워주기로 하고 히나타, 아스미와 함께 문병을 오게 되었을 때 노도카의 몸 속에 있던 메가파츠의 기운이 날아가고 노도카가 기운을 차리며 회복하는 모습을 보았다.

## 큐어 퐁텐
"교차하는 두 갈래의 흐름! 큐어 퐁텐!"(일본어: 交わる二つの流れ! キュアフォンテーヌ!)
기본/테마 색은 파란색이며, 이름의 여원은 영어로 분수를 뜻하는 프랑스어 퐁텐(Fontaine)이다.
특징
헤어스타일은 웨이브가 지고 두 갈래로 나누어진 하늘색 포니테일로 변하며 눈 색도 검은색에서 하늘색으로 변한다. 치마에는 물줄기를 형성화시킨 민트색의 프릴이 달려 있으며 짧은 흰색 장갑과 무릎까지 오는 하늘색 구두를 신고 있다.
사용 기술
- 푹신 실드

육구가 그려진 배리어로 적의 공격을 막아내는 프리큐어 공용 기술.
- 빔

힐링 스틱에서 파란색 빔을 발사한다.
- 큐어 스캔

힐링 스틱으로 적을 스캔하는 기술으로 메가뵤겐 내부의 엘리멘트를 탐지할 수 있다.
- 힐링 스트림

힐링 스틱의 육구를 3번 터치하여 빌동하는 필살기. 엘리멘트 차지로 에너지를 모아 물줄기 형태의 푸른 광선을 발사하면 광선이 2개의 손 형태로 변해 메가뵤겐 내부의 엘리맨트를 적출한다.

## 기타
- 성우 코멘트에 따르면 뭐든지 잘하는 얘지만 유머러스한 면이 있다고 한다.
- 프리큐어 최초로 자신이 직접 변신의 원리에 요정(힐링 애니멀)이 있다는 것을 알게되면서 힐링 애니멀과 접촉하여 변신하게 되었다.